# Lakeside
Pour les articles homonymes, voir Lakeside (homonymie).
Lakeside est un groupe américain de funk, principalement connu pour leur hit Fantastic Voyage.

## Membres
- Mark Wood
- Stephen Shockley
- Fred Alexander, Jr.
- Tiemeyer McCain
- Thomas Oliver Shelby
- Otis Stokes
- Norman Beavers
- Marvin Craig
- Fred Lewis (†)

## Discographie

### Albums studio
- 1977 : Lakeside
- 1978 : Shot of Love
- 1979 : Rough Riders
- 1980 : Fantastic Voyage
- 1981 : Keep on Moving Straight Ahead
- 1982 : Your Wish Is My Command
- 1983 : Untouchables
- 1984 : Outrageous
- 1987 : Power
- 1990 : Party Patrol